# 1 Timóteo 2
1 Timóteo 2 é o segundo capítulo da Primeira Epístola a Timóteo, de autoria do Apóstolo Paulo, que faz parte do Novo Testamento da Bíblia.

## Estrutura
I. Oração e conselhos aos homens e às mulheres
1. Intercessão por todos os homens, v. 1-4
2. Cristo, o Mediador, v. 5,6
3. Paulo, apóstolo dos gentios, v. 7
4. Deveres dos homens e das mulheres, v. 8-15